# Тяга (разрежение)

Тяга — снижение давления воздуха или продуктов сгорания в каналах сооружений и технических систем, способствующее притоку среды в область пониженного давления. Может быть естественной (под действием Архимедовой силы) либо принудительной (под действием технических устройств, обеспечивающих отток газов или воздуха, например, вентиляторов).

## Естественная тяга

### Механизм
Плотность {\displaystyle \rho } нагретого воздуха и любого другого газа меньше, чем плотность более холодного, следовательно, давление столба высотой h (p = ρgh) у него меньше. Этот факт приводит к появлению разности давлений внутри и снаружи дымовой трубы или отапливаемого здания; наибольшее разрежение достигается снизу, где высота вышележащих столбов с разной плотностью максимальна: {\displaystyle \Delta p=\rho g\Delta h}.

### В системе вентиляции зданий
Если здание не является герметичным, то за счёт этой разницы давлений возникает поток холодного воздуха, направленный внутрь, а тёплый воздух вытесняется (всплывает) и выходит наружу (могут быть предусмотрены специальные вытяжные вентиляционные каналы). Движущая сила тяги определяется перепадом средних высот входа и удаления воздуха. Так обеспечивается работа вытяжной вентиляции с естественным побуждением.
Если летом в здании работают кондиционеры, то происходит обратный эффект — тёплый воздух входит к нам из улицы, а уже холодным проникает внутрь.
В современных высотных зданиях с замкнутыми внешними контурами эффект тяги может достигать больших масштабов. Поэтому при конструировании таких зданий уделяют внимание борьбе с этим эффектом. Частично это достигается за счёт принудительной вентиляции, частично за счёт встраивания внутренних перегородок. В случае пожара эффект тяги играет большую роль в распространении дыма.

### В дымовых трубах
Аналогичный процесс протекает в печах и котлах. Воздух поступает в топку под колосник или подаётся на горелки. Там происходит горение, в ходе которого образуются горячие дымовые газы. Поверхностями нагрева котла или стенками печи тепловая энергия от них отбирается, иногда также в них проникает окружающий воздух, но на выходе они всё равно обычно гораздо горячее окружающего воздуха (даже если технически возможно охладить их сильнее, от этого обычно отказываются, чтобы предотвратить выпадение в системе едкого и токсичного конденсата). Дымовая труба по своему первоначальному назначению требуется для создания как можно большего столба нагретых газов, который создаёт довольно значительную тягу (тем не менее многие высокие трубы создавались в основном из экологических соображений, для рассредотачивания продуктов сгорания). Газы эвакуируются через устье трубы, где разрежение (с поправкой на гидравлическое сопротивление выхода) равно нулю. Тем не менее, в тракте сужающейся трубы может (обычно если есть устройства принудительной тяги) возникать и зона с избыточным давлением.
В небольших котлах и печах естественная тяга бывает достаточна для преодоления аэродинамического сопротивления всего газовоздушного тракта, и даже требует ограничения. В плохо отрегулированных системах печного отопления зданий иногда засасывается столько холодного воздуха снаружи, что тепла, выделяемого камином, не хватает даже на его нагрев. Для регулировки тяги применяются шиберы, заслонки, а также несложные автоматические устройства, подающие в газоход воздух при слишком большом разрежении — ограничители тяги.
Тяга может стать и недостаточной, что приводит к плохому горению в топке и выходу продуктов сгорания в помещение (наиболее опасен угарный газ). При естественной тяге с этим ничего нельзя сделать, кроме как прочистить дымоход и облегчить доступ воздуха в помещение, откуда он забирается.

### Недостатки
Естественная тяга зависит от атмосферных условий: чем выше температура наружного воздуха, тем, как правило, меньше разница плотностей его и газов. Существенно увеличить её напор можно, только значительно увеличив высоту трубы, что конструктивно сложно и дорого, а для паровозов невозможно по транспортным габаритам; чтобы избежать аэродинамических сопротивлений, требуется делать широкие газоходы с малой скоростью газов. При таких скоростях дымоходы могут легко загрязниться золой, что опять же снижает тягу.
Для увеличения тяги без применения механических устройств можно установить на устье трубы или вентиляционного канала дефлектор, преобразующий в разрежение энергию обтекающего его ветра. Он может обеспечить естественную вентиляцию даже без перепада температур. Но когда нет ветра, дефлектор не работает, к тому же установка дефлекторов и зонтов на трубах отопительного оборудования в России была запрещена до 2003 г.. На выходе можно также использовать диффузор. Однако для устройств с высокофорсированным горением экономически оправдано создание принудительной тяги при помощи дымососов.

## Принудительная тяга
Принудительная тяга в котельных установках побуждается лопастными машинами — дымососами (были отдельные примеры применения и струйных вытяжных устройств). В зданиях принудительная вытяжная вентиляция аналогичным образом обеспечивается вентиляторами. На всасе таких машин создаётся разрежение, которое так или иначе можно регулировать (поворотом направляющих аппаратов, скоростью вращения, (неэффективно) шиберами и т. п.). Разрежение, как правило, падает по мере удаления от машины. Часть тракта котельных установок, близкая (со стороны всаса) к дымососам, может работать под разрежением, а часть со стороны горелок и других дутьевых устройств — под избыточным давлением (под наддувом); котлы-утилизаторы ПГУ всегда оказываются под наддувом.
Для участков газового тракта с давлением выше давления окружающего воздуха (даже на наружной дымовой трубе, чтобы газы не проникали в толщу кирпичной или бетонной конструкции и не разрушали её) требуется газоплотность (герметичность). Технически её трудно достичь, особенно на больших установках, поэтому обычно стараются поставить дымососы достаточной мощности для создания разрежения по всему тракту, начиная от топки; синхронизированная таким образом работа тяговых и дутьевых устройств называется уравновешенной тягой.
Существуют небольшие котлы с дутьевым вентилятором, но без дымососа, если естественной тяги хватает. Дымососы требуют значительного расхода энергии на привод, создают сильный шум, а их лопасти в агрессивной среде быстро приходят в негодность. Снижение шума особенно важно для вытяжных устройств вентиляции, устанавливаемых внутри помещений.
Напор принудительной тяги во всех случаях складывается с напором естественной тяги (если только они сонаправленны).

## Расчёт естественной тяги
Тяга создаётся за счёт разницы давлений (ΔP) и может быть подсчитана следующим образом. Уравнение даст точное значение для случая воздуха как в трубе так и снаружи трубы высотой h. Если в трубе находится не воздух, а продукты горения, то формула даст только приближённую оценку.
{\displaystyle \Delta P=\;C\,a\;h\;{\bigg (}{\frac {1}{T_{o}}}-{\frac {1}{T_{i}}}{\bigg )}},
| где (в единицах СИ): |                                        |
| ΔP                   | = разница давлений, Па                 |
| C                    | = 0.0342                               |
| a                    | = атмосферное давление, Па             |
| h                    | = высота трубы, м                      |
| To                   | = абсолютная внешняя температура, К    |
| Ti                   | = абсолютная внутренняя температура, К |

## Поток воздуха, вызванный тягой
Поток воздуха за счёт тяги может быть подсчитан следующим образом. Формула действует с теми же ограничениями. 
{\displaystyle Q=C\;A\;{\sqrt {2\;g\;h\;{\frac {T_{i}-T_{o}}{T_{i}}}}}},
| где (в единицах СИ): |                                                                                |
| Q                    | = поток воздуха, м³/с                                                          |
| A                    | = площадь сечения трубы, м²                                                    |
| C                    | = коэффициент, вводимый из-за трения (обычно берутся значения от 0.65 до 0.70) |
| g                    | = ускорение свободного падения, 9.807 м/с²                                     |
| h                    | = высота трубы, м                                                              |
| Ti                   | = средняя внутренняя температура, К                                            |
| To                   | = абсолютная внешняя температура, К                                            |